# Ismus
Ismus ist ein Schweizer Low-Budget-Film von Moritz Bauer aus dem Jahr 2021.

## Handlung
Der 37-jährige Ismus Strohm steht kurz vor der Heirat mit der Tochter seines neuen Chefs, Lionell Eigenspender. Das künftige Familienglück scheint perfekt, als die Familie plötzlich Opfer eines grausamen Verbrechens wird. Verübt vom Terroristen Partikelfilter, welcher die Eigenspenders schon seit längerem bedroht hat. Ismus jagt von nun an den Bösewicht. Eine Reise, die ihn bis auf die höchsten Gipfel der Alpen und in die abgründige Vergangenheit der Eigenspenders führt…